# هویه

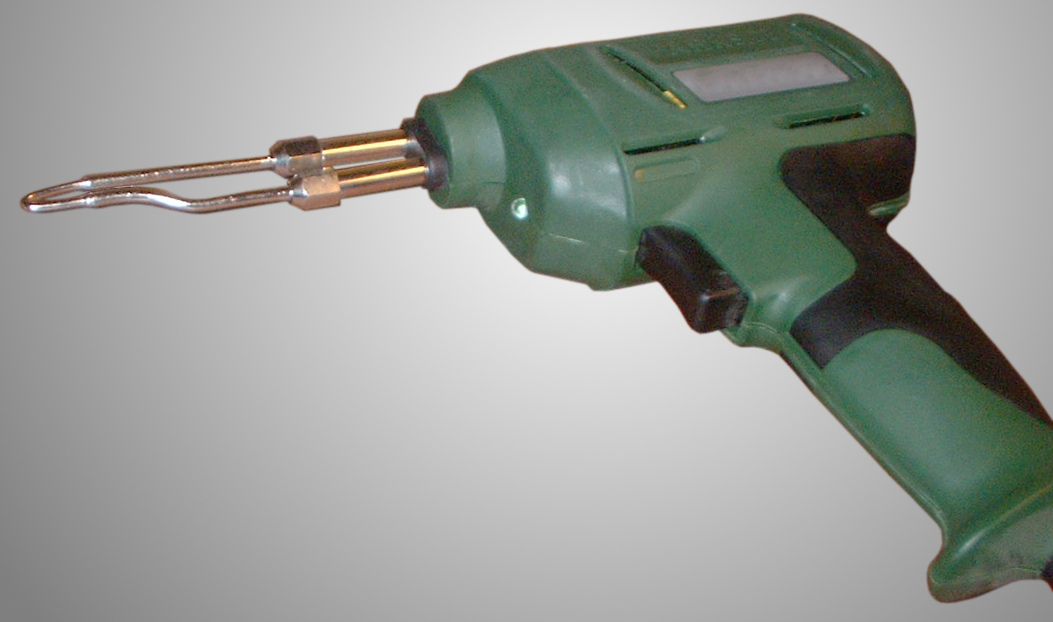
هویه برقی تفنگی

هُویه وسیله‌ای است که برای ذوب لحیم و اتصال قطعات فلزی به یکدیگر به کار می‌رود. هویه‌ها را می‌توان به دو دستهٔ اصلی تقسیم کرد، هویه‌های غیربرقی (گازی، چکشی)، و برقی (الکتریکی). با توجه به جنس و اندازهٔ نقطهٔ اتصال، باید هویه مناسب که بتواند حرارت (دما) لازم را تولید کند، انتخاب کرد.

## هویه چکشی

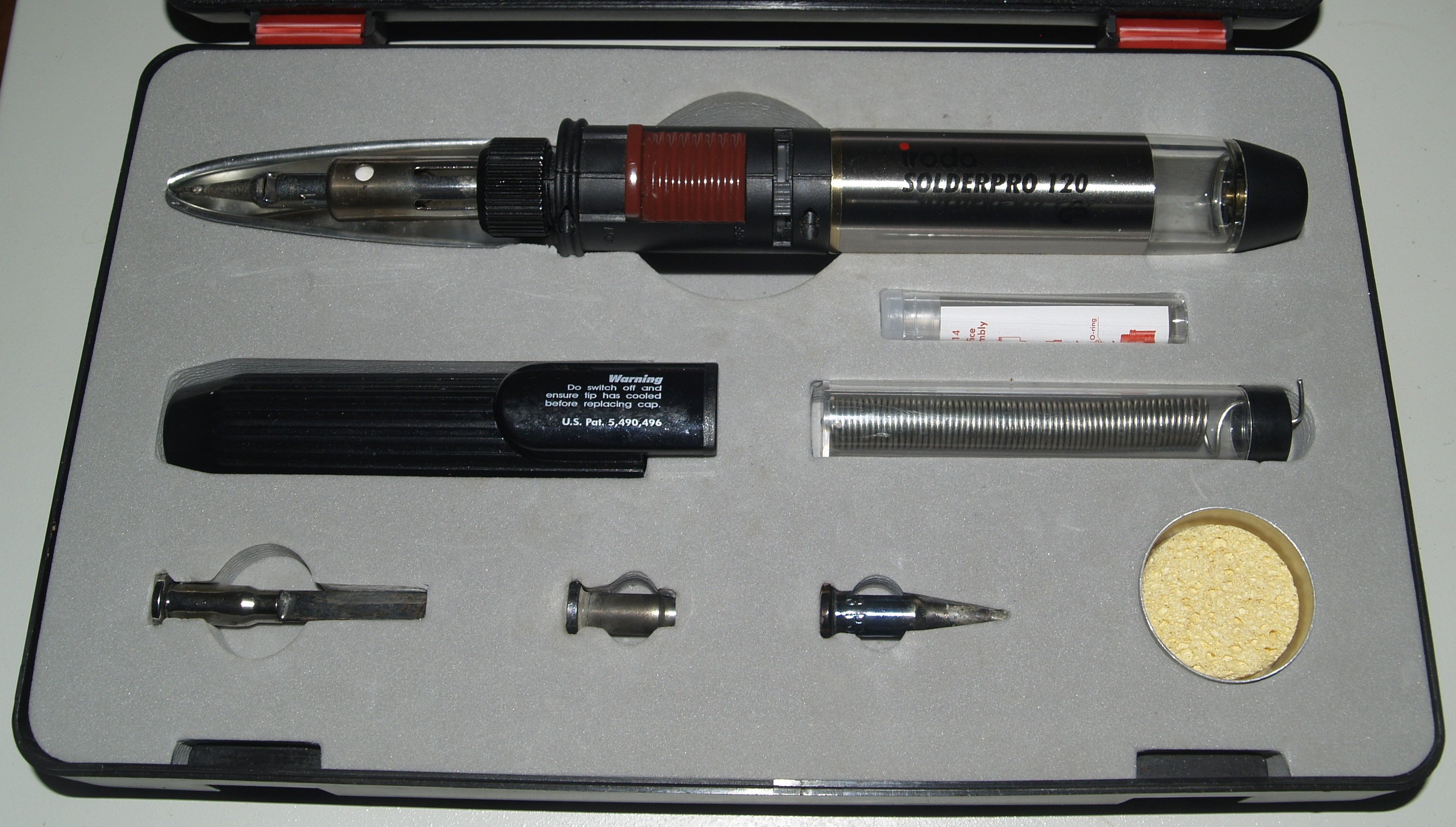
یک هویهٔ گازی

هویه چکشی، ساده‌ترین و قدیمی‌ترین نوع هویه است، و معمولاً با استفاده از چراغ پریموس یا چراغ کوره‌ای داغ می‌شود و برای اتصالات سنگین به کار می‌رود. این نوع هویه دارای سه قسمت است اصلی است:
1. سرچکشی که معمولاً از مس ساخته می‌شود
2. دسته فلزی
3. دسته چوبی

برای پاک کردن سر هویه از سوهان یا برس استفاده می‌شود.

## هویه الکتریکی

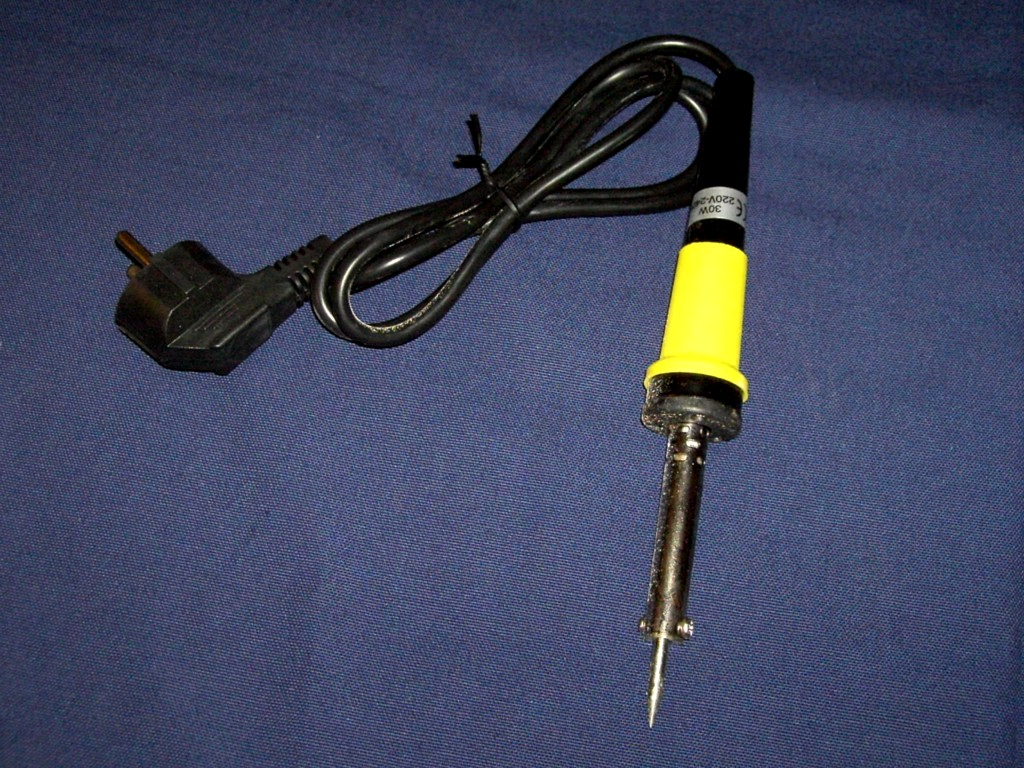
هویه الکتریکی قلمی

هویه‌های الکتریکی به دو دستهٔ اصلی تقسیم می‌شوند، هویه‌های قلمی و هویه‌های هفت‌تیری (تفنگی).
نوک هویه‌ها پس از مدتی کثیف می‌شود که باید با استفاده از اسفنج نسوز یا سیم ظرف‌شویی یا سمبادهٔ ریز تمیز شوند، البته تعویض سر هویه نیز ممکن است.

### هویه قلمی
هویه‌های قلمی از یک سیم‌پیچ نیکل-کُروم که دارای مقاومت زیادی است و به دور عنصر حرارتی پیچیده شده ساخته می‌شوند. این هویه‌ها معمولاً توانی بین ۲۰ تا ۵۰۰ وات دارند و برخی از آن‌ها امکان تنظیم دما و توان دارند.

### هویه هفت‌تیری

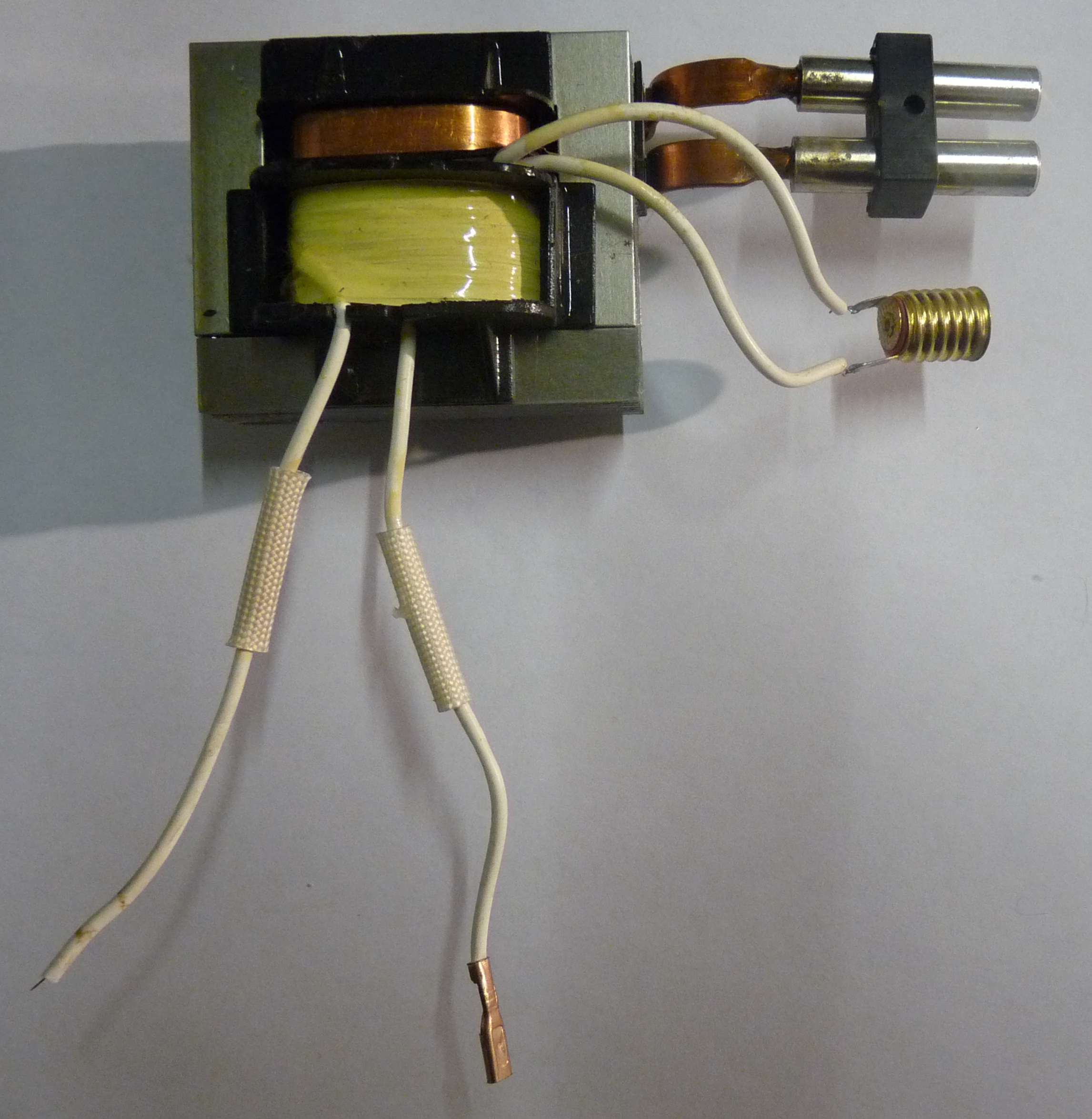
اجزای هویه هفت‌تیری؛ بخش اصلی آن، یک ترانسفورماتور کاهنده است.

هویه‌های هفت‌تیری برای توان‌های صد وات به بالا ساخته می‌شوند. کار با هویه‌های تفنگی از این نظر راحت‌تر است که سرعت گرم (داغ) شدن آن‌ها زیاد است، زیرا این هویه‌ها از ترانسفورماتور برای کاهش ولتاژ و افزایش جریان در ثانویه (نوک هویه) استفاده می‌کنند تا بر اثر عبور جریان زیاد از نوک هویه، گرمای لازم تولید شود. چون ثانویهٔ این هویه تقریباً اتصال کوتاه است، نباید آن را به مدت طولانی روشن نگاه داشت زیرا در اثر عبور جریان زیاد، ممکن است ترانسفورماتور آن بسوزد.